# Phyllachora effigurata
Phyllachora effigurata är en svampart som beskrevs av Syd. & P. Syd. 1903. Phyllachora effigurata ingår i släktet Phyllachora och familjen Phyllachoraceae.   Inga underarter finns listade i Catalogue of Life.